# Município de Newton (condado de Miami, Ohio)
O município de Newton (em inglês: Newton Township) é um município localizado no condado de Miami no estado estadounidense de Ohio. No ano de 2010 tinha uma população de 3.399 habitantes e uma densidade populacional de 31,18 pessoas por km².

## Geografia
O município de Newton encontra-se localizado nas coordenadas 40° 02′ 38″ N, 84° 21′ 20″ O. Segundo o Departamento do Censo dos Estados Unidos, o município tem uma superfície total de 109.01 km², da qual 108,08 km² correspondem a terra firme e (0,85 %) 0,93 km² é água.

## Demografia
Segundo o censo de 2010, tinha 3.399 habitantes residindo no município de Newton. A densidade populacional era de 31,18 hab./km². Dos 3.399 habitantes, o município de Newton estava composto pelo 97,47 % brancos, o 0,85 % eram afroamericanos, o 0,21 % eram amerindios, o 0,41 % eram asiáticos, o 0,32 % eram de outras raças e o 0,74 % eram de uma mistura de raças. Do total da população o 1,21 % eram hispanos ou latinos de qualquer raça.